# Denis Grozdanovitch
 (février 2021).
Denis Grozdanovitch est un écrivain français, né le 9 mai 1946 à Paris.
Il est aussi grand amateur d'échecs et un sportif accompli, plusieurs fois champion de France de tennis, de squash et de courte paume.

## Biographie
Denis Grozdanovitch est issu d'une famille d'artistes et de sportifs. Son père, graveur-dessinateur, était un joueur  de tennis de bon niveau (seconde série) et sa mère, peintre-amateur, exerçait le métier de professeur de tennis.
Dès son plus jeune âge, il prend des notes sur ses petits carnets et s'entraîne quotidiennement au tennis dans le club voisin de son domicile à Le Mesnil-le-Roi, dans les Yvelines. Il est promu champion de France junior en 1963 puis intègre l'équipe de France, mais déçu par l'esprit d'hyper-compétition, il préfère demeurer amateur. Il s'orientera ensuite vers le squash, en deviendra le premier champion de France en 1975 et conservera son titre jusqu'en 1980. Un peu plus tard encore, il s'initie à la courte paume et restera le meilleur de la discipline pendant une dizaine d'années. Comme sa mère, il exercera ensuite le métier de moniteur de tennis dans un grand club parisien.
Parallèlement, Denis Grozdanovitch poursuit ses études, d'abord à l'Institut d'Art et d'Archéologie de la rue Michelet à Paris , puis à l'université de Nanterre où il assiste au cours de sociologie d'Henri Lefebvre. Enfin, il intègre l'Institut des hautes études cinématographiques (IDHEC) et y cultive, par l'entremise du grand écran, le sens de l'image, qui imprègnera son œuvre littéraire, en partie dédiée à l'onirisme.
En 2002, tiré des notes de ses carnets, paraît Petit traité de désinvolture, chez José Corti, grand succès critique aussi bien que public. L'anecdotier adepte des notes de lectures et des choses vues a séduit l'éditeur de Julien Gracq. Suivront régulièrement des ouvrages où il renoue avec un genre littéraire oublié, nommé Mélanges, lequel fait alterner récits vécus, commentaires de lectures, réflexions philosophiques et chroniques du  temps présent. En 2011 paraîtra — aux Éditions de l'Olivier — son seul roman publié à ce jour, La Secrète Mélancolie des marionnettes sous forme d'une « autobiographie rêvée » truffée d'anecdotes et de références littéraires.
Fin observateur, il dresse en moraliste — au sens de La Bruyère, Vauvenargues ou Chamfort — des « portraits charmants et incongrus sous un regard ironique et tendre ».
Soucieux de transmettre sa conception de la littérature, il dispense un atelier d'écriture — « Initiation à la forme courte » — à Sciences-Po Paris.
Rédacteur régulier, le journal Libération héberge son blogue Balles au bond, et il rédige également des articles pour La Revue littéraire, L'Atelier du roman, Les Moments littéraires, Les Cahiers, puis les Dossiers de L'Herne.
Denis Grozdanovitch partage sa vie entre la Nièvre et Paris. Sa compagne Judith Coppel apparaît dans nombre de ses ouvrages.[réf. nécessaire]
Ses œuvres sont traduites en russe, italien, grec, allemand, néerlandais et polonais.

## Particularités de son œuvre

### Littérature
En 2002, son premier livre, Petit traité de désinvolture, interpelle de nombreux journalistes littéraires. Ainsi Olivier Le Naire évoque son état d'esprit : « Sur sa mobylette ou à la Cinémathèque, dans les clubs d'échecs ou dans les salles de sport, les salons new-yorkais ou les rues parisiennes, cet incurable épicurien regarde passer la vie avec un regard amusé et acéré, chaleureux et impertinent. » Frédéric Beigbeder parle d'un style qui « rend heureux, vous fait respirer plus fort et sourire en regardant le plafond ». Dans l'Express, Pierre Assouline le perçoit comme « collecteur maniaque de traces infimes, de brèves impressions, de minuscules témoignages et, surtout, de détails insipides à la vue des autres mais qui deviennent de merveilleux détails quand ils sont regardés différemment par quelques-uns ».
À propos de La Puissance discrète du hasard, François Busnel écrit : « En ces temps de démoralisation et de cynisme pragmatique, voici un livre roboratif qui invite chacun à bifurquer lorsque le moment s'y prête. Ce traité jubilatoire rendra plus fort quiconque s'y plongera. La littérature est, décidément, une arme redoutable. » « Le style de Denis Grozdanovitch est aussi un défi à celui rapide et décoiffé des romans modernes. Ses personnages parlent comme lui écrit, c’est-à-dire avec élégance, subtilité, humour, à quoi il faut ajouter la richesse du vocabulaire et le respect de la syntaxe, plus tout le temps qu’il faut pour s’exprimer » souligne Bernard Pivot.

### Carnets et influences
Grozdanovitch  compte aujourd'hui 200 petits carnets remplis méticuleusement depuis son adolescence. Sa conception de la littérature est inspirée de celles de Maupassant et  d'Isaac Babel, à savoir, comme il le précise au journal suisse Le Temps, « [...] faire passer d'âme en âme, au long du temps, la petite flamme-veilleuse de la conscience et dans un dessein somme toute mystérieux». Il ajoute lors d'un autre entretien à propos du Génie de la bêtise : « Je suis le fruit de l'école d'Erasme, de Montaigne et de Rabelais, contre celle de Descartes, et je défends un humanisme non mathématique, mais intuitif et sensitif. »
Captivé par Gustave Flaubert et grand admirateur de Chateaubriand, il mentionne John Cowper Powys, Blaise Cendrars, Robert Musil, Marcel Proust ou Thomas Wolfe comme des auteurs qui le fascinent totalement : « La littérature, elle est là… ces auteurs, on peut les lire et les relire sans cesse avec le même bonheur. » Jean-Paul Enthoven, évoquant ses références littéraires et spirituelles, écrit : « On y fréquente Oblomov et Restif de la Bretonne, le haïku et les tortues éléates, le cosmos et lepresquerien. » Pour Julien Burri, « Il est savoureux de lire et relire, grâce à lui, Pierre Mac Orlan, les bulles de Corto Maltese ou les poèmes de Pessoa, la philosophie de Wittgenstein, les mots provocants de Marcel Duchamp. » 
Denis Grozdanovitch définit la littérature comme « un fil d'âmes sensibles qui traverse le temps ». Saint-Simon, Stendhal et Leopardi, rejoignent ainsi ses récits par petites touches anecdotiques ou philosophiques. Roland Jaccard précise : « Je connais peu de narrateurs dans la ligne de Proust, susceptibles de jouer avec les théories les plus saugrenues et de mettre en scène des personnages excentriques, réels ou imaginaires. » Livres hebdo ajoute  « Parfois, se plaçant sous l'égide de Lewis Caroll, l'auteur nous fait divaguer pour conditionner nos états d'âme. » Selon le philosophe Jean Lacoste, il incite le lecteur « à la révolte émancipatrice en référence à la Beat Generation de Kerouac, et à d'autres admirateurs américains d’Emerson et de Thoreau ».

### Philosophie
Grozda, surnommé ainsi dans les milieux littéraires, préfère comme le dit Jérôme Garcin :  « [...] s'instruire en nous instruisant. Au cours de sa promenade philosophico-littéraire, il a annoté les ouvrages les plus sérieux, de Darwin à Heidegger, et les plus merveilleux dont les Rêveries de Bachelard et L'Amour fou de Breton. Il a suivi au Collège de France les cours d'anthropologie et de philosophie de la perception, d'où il est sorti incollable sur les paréidolies et les apophénies. » Il est une espèce d'autodidacte pour lequel Nietzsche  n'a aucun secret, d'où sa présence parmi les 100 philosophes de notre temps, dans l'émission de France culture Profession philosophe. Il confie à Adèle Van Reeth se comporter en anthropologue, apprécier la philosophie, la littérature, tout ce qui a un rapport avec les arts, tout ce qui est spirituel, selon lui cette discipline prend le fait humain dans son ensemble et pas seulement des théories toutes faites. « Dans l’anthropologie, ce qui est intéressant c’est d’étudier d’où vient le philosophe, d’où il part… Je suis pour Sainte-Beuve, celui qui accordait de l’importance à la vie de l’écrivain, replacer la philosophie, la mettre en regard avec d’autres cultures qui ont une pensée différente… » 
On trouve un de ses articles sur Konrad Lorenz dans Philosophie Magazine : les journalistes de la revue s'intéressent à sa philosophie et Nicolas Gastineau écrit à propos de La Vie rêvée du joueur d'échecs :  « Comment jouer sans risquer de s’y perdre ? Pour l’auteur, ce danger est d’ailleurs aussi celui du philosophe qui, à force de plonger dans l’abstraction, perd pied dans le réel. » Un peu plus tôt, lors de la sortie du Génie de la bêtise, ce même magazine précise : « Denis Grozdanovitch est l’un des rares écrivains à pouvoir publier aujourd’hui un « essai » au sens de Montaigne, en mêlant l’anecdote quotidienne à la pensée. »
Dans La Vie rêvée du joueur d’échecs, l'auteur, se référant à Olivier Rey avec qui il se sent en grande affinité, dénonce le bluff des grands nombres qui nous incitent à une sorte de mysticisme numérique, menant tout droit à un totalitarisme larvé, insidieusement liberticide.[Quoi ?] Par contraste, il nous montre « ces fous inoffensifs que sont ces joueurs, vivant pour leur passion, épicuriens, loin du fracas du monde, désertant la hideuse bête qu’est devenue notre société ». Il y prône « une vibrante défense de l'esprit ludique, à la fois philosophie de l'existence, porte ouverte à l'enfance et aux songes et remède à l'esprit de sérieux qui étouffe notre époque. » Au fil des pages,  l'auteur fait défiler Stefan Zweig, Milan Kundera ou encore Jorge Luis Borges. « En raison de son érudition, certains n'ont pas hésité à le comparer à un Pic de la Mirandole moderne, l'humaniste et théologien de la Renaissance italienne, qui était réputé savoir tout sur tout. »

### Poésie et photographie
Denis Grozdanovitch  a aussi écrit un recueil de poèmes, La faculté des choses, et en glisse souvent dans ses essais. Il évoque son rapport à l'écriture poétique dans Télérama en 2018 : « J’ai tout de suite aimé la discipline que requiert l’écriture sans rature à l’encre de chine. Comme beaucoup de monde, je manquais de confiance en moi, mais j’ai tout de même osé adresser une lettre à l’écrivain Claude Roy dont j’admirais la poésie ».
A côté de ses carnets manuscrits, Denis Grozdanovitch garde aussi des traces photographiques de son quotidien. Il « bat la campagne ou arpente les horizons lointains. Son œil sans cesse aux aguets a moissonné une multitude de clichés [...] d'une richesse inouïe, où se côtoient abstraction, natures mortes, portraits, et la belle indifférence de la nature. »

## Essais, récits et roman
- Petit traité de désinvolture, Éditions José Corti, 2002, 266 p.  (ISBN 97827 14307842)
- Rêveurs et nageurs, Éditions José Corti, 2005, 304 p.  (ISBN 9782714 308818)
- Brefs aperçus sur l’éternel féminin, Éditions Robert Laffont, 2006, 290 P.  (ISBN 978-2757802076)
- De l'art de prendre la balle au bond : Précis de mécanique gestuelle et spirituelle, Éditions Jean-Claude Lattès, 2007, 338 p.  (ISBN 978-2709627481)
- La Faculté des choses, Éditions Le Castor Astral, coll. « Escales des lettres », Bordeaux, 2008, 86 p.  (ISBN 9782859207625)
- Le Petit Grozda, les merveilles oubliées du Littré, Éditions Points, 2008,  (ISBN 2757803808)
- L'Art difficile de ne presque rien faire, Éditions Denoël, 2009, 336 p.  (ISBN 9782207261002)
- Minuscules extases, Éditions Nil, 2009, 140 p.  (ISBN 978-2-84111-379-8)
- Terre d'émotions, Éditions Tana, 2010, 143p.  (ISBN 9782845675940)
- La Secrète Mélancolie des marionnettes, Éditions de l'Olivier, 2011, 330 p.  (ISBN 978-2-87929-692-0)
- L’Exactitude des songes, Éditions du Rouergue, 2012, 128 p.  (ISBN 978-2-81260-220-7)
- La Puissance discrète du hasard , Éditions Denoël, coll. « Hors collection », 2013  (ISBN 978-2-207-11334-9)
- Petit Éloge du temps comme il va, Éditions Gallimard Folio 2014, 144 p.  (ISBN 9782070453313)
- Le Génie de la bêtise, Éditions Grasset & Fasquelle, 2017, 320 p.  (ISBN 978-2-246-81071-1)
- Dandys et excentriques, Éditions Grasset, 6 mars 2019, 376 p. (ISBN 978-2246863113)
- La vie rêvée du joueur d'échecs, Éditions Grasset, 20 janvier 2021, 208 p. (ISBN 978-2246822066)

## Prix et récompenses
- Prix  SGDL pour Petit traité de désinvolture, paru en 2002, chez José Corti
- Prix des Librairies Initiales pour Rêveurs et nageurs, éditions José Corti, 2005
- Prix Alexandre-Vialatte pour Brefs aperçus sur l’éternel féminin, éditions Robert Laffont, 2006
- Prix Saint-Simon pour Dandys et excentriques, Grasset, 2019
- Prix Roland-de-Jouvenel 2023 de l'Académie française, pour La gloire des petites choses, Grasset 2022